# Itch.io
Itch.io is een website waar gebruikers indie computerspellen kunnen delen, verkopen en downloaden. Op 3 maart 2013 werd de website uitgebracht door Leaf Corcoran. Sinds februari 2018 staan er bijna 100.000 computerspellen en items op de website.
De website wordt onder andere gebruikt voor het delen van computerspellen die ontwikkeld zijn voor game jam, waarbij de deelnemers een beperkte tijd hebben (meestal 1-3 dagen) om een spel te maken. Enkele van de meer opvallende jams die op itch.io worden gehost, zijn Game Off en de game-jam van Game Maker's Toolkit. Ook is er integratie voor de Ludum Dare-competitie.

## Geschiedenis
Op 18 januari 2013 begon Leaf Corcoran met het programmeren van de website. De eerste versie werd gelanceerd op 3 maart 2013. Samen met de lancering plaatste Corcoran een blogbericht op de site leafo.net, waarin hij de website beschreef en het "betaal hoeveel je wilt"-model toelichtte. In een interview met Rock, Paper, Shotgun zei Corcoran dat het oorspronkelijke idee geen winkel was, maar een plek om 'een aangepaste homepage voor computerspellen te maken'. De naam van de website komt van een vrij domein dat Corcoran een paar jaar eerder had gekocht.
Met ingang van juni 2015 hostte de service meer dan 15.000 computerspellen en programma's.
In december 2015 kondigde de service een desktop-applicatie aan voor het installeren en bijwerken van computerspellen en andere programma's. Het werd uitgebracht met gelijktijdige ondersteuning voor Windows, macOS en Linux.

## Inkomsten
Een ontwikkelaar kan geld verdienen voor de computerspellen die ze op het platform uitbrengen. Standaard krijgt de site een aandeel van 10%, maar de ontwikkelaar kan kiezen om dit percentage te veranderen (van 0% tot 100%). In mei 2015 betaalde itch.io $ 51.489 uit aan ontwikkelaars. Ook kan een ontwikkelaar de laagste prijs voor de spel instellen (inclusief gratis), en de klant kan boven dat minimumbedrag betalen als de game die hij koopt hem bevalt.